# Palpomyia pungens
Palpomyia pungens är en tvåvingeart som beskrevs av Jean-Jacques Kieffer 1901. Palpomyia pungens ingår i släktet Palpomyia och familjen svidknott. Inga underarter finns listade i Catalogue of Life.